# Dee Dee Ramone

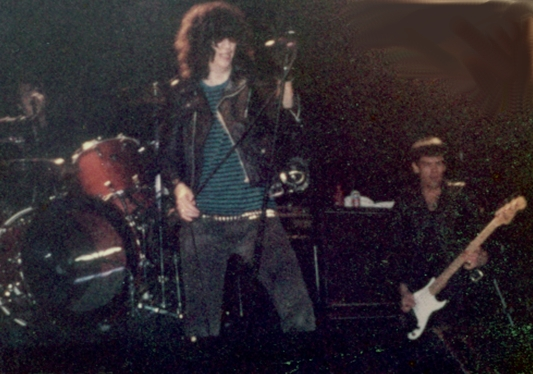
Dee Dee Ramone (rechts) en Joey Ramone tijdens een optreden in 1983

Douglas Glen Colvin (Fort Lee (Virginia), 18 september 1951 – Los Angeles, 5 juni 2002), beter bekend als Dee Dee Ramone, was een van de oprichters van de punkband The Ramones en de bassist van The Ramones van 1974 tot 1989.
Hij was de bassist vanaf het begin van de groep in 1974 tot zijn vertrek in 1989. Hij bleef echter tot ruim na zijn vertrek nummers schrijven voor de band.
Velen zien hem als grondlegger van punkrock door zijn manier van bas spelen en naar aanleiding van de typische Ramones-teksten die hij gedurende 21 jaar lang schreef.
In 1989 verliet hij Ramones en had hij een korte carrière als rapper Dee Dee King. Hij keerde al snel terug naar de punk en speelde in een aantal verschillende bands, waaronder The Ramainz, een Ramones-tributeband waarin hij samen met onder anderen zijn vrouw Barbara, Ramones-drummer Marky Ramone en Ramones-bassist C. J. Ramone speelde.
Hij schreef ook een roman, "Chelsea Horror Hotel", en twee autobiografische boeken, "Poison Heart: Surviving the Ramones (aka Lobotomy)" en "Legend of a Rock Star" .

## Levensloop
Dee Dee Ramone werd geboren in de Verenigde Staten maar groeide op in Berlijn (Duitsland) tot hij op 16-jarige leeftijd naar de wijk Queens van New York verhuisde.
Hij gebruikte zijn hele leven lang verschillende drugs, maar stond vooral bekend als heroïne-verslaafde. Op 5 juni 2002 werd hij door zijn vrouw in zijn appartement in Los Angeles dood aangetroffen ten gevolge van een overdosis heroïne. De bassist werd 50 jaar oud.

## Verblijf in Mechelen
Tussen 1995 en 2000 verbleef hij met Barbara en hun twee honden Kessie en Babita in Mechelen. "Het voelt als New Yorker aan alsof je in de middeleeuwen terechtkomt". Hij beschreef Mechelen verder als een leuke plaats met zijn kathedraal, zijn kasseistenen, zijn handgeschreven wegwijzers en verlaten straten op zondag.

## Discografie met Ramones

### Albums
- Ramones (1976)
- Leave Home (1977)
- Rocket to Russia (1977)
- Road to Ruin (1978)
- End of the Century (1980)
- Pleasant Dreams (1981)
- Subterranean Jungle (1983)
- Too Tough to Die (1984)
- Animal Boy (1986)
- Halfway to Sanity (1987)
- Brain Drain (1989)

### Singles
- Blitzkrieg Bop (1976)
- I Wanna Be Your Boyfriend (1976)
- I Remember You (1977)
- Swallow My Pride (1977)
- Sheena is a Punk Rocker (1977)
- Rockaway Beach (1977)
- Do You Wanna Dance? (1978)
- Don't Come Close (1978)
- Needles and Pins (1978)
- She's the One (1979)
- Rock 'n' Roll High School (1979)
- Baby, I Love You (1980)
- Do You Remember Rock 'n' Roll Radio? (1980)
- We Want the Airwaves (1981)
- She's a Sensation (1981)
- Psycho Therapy (1983)
- Time Has Come Today (1983)
- Howling at the Moon (Sha-La-La) (1984)
- Chasing the Night (1985)
- My Brain is Hanging Upside Down (Bonzo Goes to Bitburg) (1985)
- Somebody Put Something in My Drink (1986)
- Something to Believe In (1986)
- Crummy Stuff (1986)
- A Real Cool Time (1987)
- I Wanna Live (1987)
- Pet Sematary (1989)
- I Believe in Miracles (1989)

## Soloalbums
- Standing in the Spotlight] (1989) (onder de naam “Dee Dee King”)
- I Hate Freaks Like You (1995)
- Zonked (1997)
- Hop Around (2000)
- Do The Bikini Dance (2002)
- I've gotta right to love her - If i want too (Split mit Terrorgruppe (2002)

- Bibsys: 5088538
- Biblioteca Nacional de España: XX883600
- Bibliothèque nationale de France: cb14034367d (data)
- Catàleg d'autoritats de noms i títols de Catalunya: 981058511618706706
- Gemeinsame Normdatei: 124413501
- International Standard Name Identifier: 0000 0000 5947 2265
- Library of Congress Control Number: no98102764
- MusicBrainz: 94796bba-bffe-4510-8493-957e176b8c61
- Nationale Bibliotheek van Tsjechië: jo2004259854
- Nationale en Universitaire bibliotheek Zagreb: 000062228
- Réseau des bibliothèques de Suisse occidentale: 02-A009575284
- Istituto Centrale per il Catalogo Unico: LO1V317357
- LIBRIS: 171433
- Système universitaire de documentation: 080295673
- Virtual International Authority File: 1100149368826785980003